# Tommaso Salvadori
Adelardo Tommaso Salvadori Paleotti (30. září 1835 Porto San Giorgio – 9. října 1923 Turín) byl italský přírodovědec. Po otci pocházel z hraběcího rodu, matka byla Angličanka, jeho příbuzným byl historik a politik Massimo Salvadori Paleotti.
Vystudoval medicínu na Univerzitě v Pise a jako armádní lékař se zúčastnil Garibaldiho Expedice tisíce. Ve své vědecké práci se zaměřil na ornitologii a byl žákem Paola Saviho. Vytvořil katalog ptactva Sardinie, později se věnoval avifauně jihovýchodní Asie, i když mu zdravotní obtíže zabránily v účasti na výpravě Filippa De Filippiho s lodí Magenta. Od roku 1863 pracoval v Turínském přírodovědném muzeu a v roce 1879 se stal zástupcem jeho ředitele, kromě toho učil na Liceo Cavour. Pobýval také v Londýně, kde zpracovával sbírky Přírodopisného muzea.
Je autorem 329 odborných publikací, nejvýznamnější je Ornitologia della Papuasia e delle Molucche. V roce 1879 vědecky popsal bažanta černého. Je po něm pojmenován varan Salvadoriův (Varanus salvadorii), loríček zlatouchý (Psittaculirostris salvadorii), kachna krahujková (Salvadorina waigiuensis) a pěnicovec pokřovní (Eremomela salvadorii).